# 誰も守れない
土曜プレミアム・誰も守れない（どようプレミアム・だれもまもれない）は、フジテレビ系列で、2009年1月24日の21:00 - 23:10（JST）に放送されたテレビドラマの特別番組。副音声による解説放送・字幕放送が実施された。視聴率10.7%。

## 概要
このドラマの放送日と同じ日に公開された映画『誰も守ってくれない』と連動した企画になっており、内容は映画版の4ヶ月前に起こった事件を描いたものになっている。
映画の『誰も守ってくれない』は、「加害者の保護」の視点・観点で描かれているのに対して、このドラマでは、「被害者の保護」という視点・観点から描かれている。
最後には、「誰も守れない そして 誰も守ってくれない」というテロップが表示され、『誰も守ってくれない』の宣伝も流された。

## あらすじ
あらすじ（公式から引用）

勝浦卓美（佐藤浩市）と三島省吾（松田龍平）は薬の売買の情報を受け現場に急行する。しかし勝浦は犯人の所持していたナイフを見ると体が凍りつき動けなくなり、危ういところを三島に助けられる。勝浦は3年前に起きた事件のショックから立ち直れずにいたのだ。妻と娘とも、そのトラウマが原因で別居中だった。それを見かねた三島は勝浦を病院に連れて行き、精神科医の尾上令子（木村佳乃）のカウンセリングを受けさせる。
そんなところに傷害事件発生の通報が。目撃証言によると犯人はチンピラ風の男だという。街のチンピラに詳しい暴力犯係の勝浦と三島にも要請がかかり、強行犯係と暴力犯係の合同捜査となる。被害者の運ばれた病院で待機している2人のもとへ精神科医の令子が現れる。驚く2人だが、被害者は令子の父で企業の副社長を務める尾上敬三（山本圭）ということを知る。敬三の意識が戻り事情聴取が始まると「家族も覚悟しろ！」という犯人の捨て台詞を聞いたことが判明し、令子の保護が始まる。自分が狙われている事を気にもせず仕事を続け、プライベートもいつも通り過ごす令子に付き合い保護する2人。そんな中、ネットの掲示板やテレビのワイドショーでは、敬三の会社のあらぬ噂やデマが流れ、狙われて当然だという世論が沸き立つ。そして、それは娘の令子にまで波及する。根も葉も無い、事件とは全く関係のない情報がネットやテレビを飛び交い、怒りをあらわにする令子。勝浦はマスコミとまだ見えぬ犯人から必死に守る。
ある日、三島は不信に感じた男の尾行を始めるが、何者かに拉致され行方不明になり…。

## 出演
- 勝浦卓美：佐藤浩市
- 三島省吾：松田龍平
- 尾上令子：木村佳乃
- 坂本一郎：佐野史郎
- 鈴木誠二：羽場裕一
- 大野木康介：森田芳光
- 大熊輝男：大杉漣
- レナ：藤本美貴
- 男性教師：岩松了
- 中原孝二：成宮寛貴
- 尾上敬三：山本圭 他

## スタッフ
- 企画:亀山千広
- 脚本:君塚良一
- 監督:杉山泰一
- 制作:フジテレビ